# Jack Habib
Jack Habib, né le 26 avril 1912 et mort le 9 février 1995, est un ancien joueur turc de basket-ball.